# Ойскирхен
Ойскирхен (нем. Euskirchen [ˈʔɔɪ̯skɪʁçn̩], рип. Öskerche) — город в Германии, районный центр, расположен в земле Северный Рейн-Вестфалия.
Подчинён административному округу Кёльн. Входит в состав района Ойскирхен. Население составляет 55 620 человек (на 31 декабря 2010 года). Занимает площадь 139,63 км². Официальный код — 05 3 66 016.

Ойскирхен получил права города еще в 1302 году и сегодня, насчитывая более 56 000 жителей, является местом расположения многочисленных центральных учреждений и центром региона с территорией обслуживания более 195 000 человек. Части старой городской стены и три оборонительные башни, которые были частью городских укреплений, все еще существуют и стоят рядом со зданиями современной архитектуры. Пешеходная зона простирается в пределах кольца средневековой городской стены. Родным языком жителей Ойскирхена является айфелер-платт, который отличается от широко распространенного в регионе кёльнер-платт. В названии Ойскирхен ударение ставится на первый слог.

### История
Толстая башня и историческая городская стена
Находки орудий труда доказывают существование людей примерно от 3000 до 2000 года до н.э. в районе современного города. Кельтские поселения засвидетельствованы примерно от 800 до 500 года до нашей эры. В римские времена, около 38 года до н.э., эбуроны и убианы заселили бассейн реки Эрфт и проложили сеть дорог. В Биллиге возник римский дорожный узел и торговый центр (Belgica vicus).
С 500 по 800 год нашей эры рядом с сегодняшней площадью Аннатурм находилось франкское фермерское поселение. Впервые название Ойскирхен было зафиксировано в 870 году. В то время говорили об Ауэльскирхене, Аускирхене и "церкви на лугу", что, вероятно, означало церковь Святого Мартина в центре районного города, которая существует и по сей день и стоит на лугу. Поселения Дистерних, Рюдесхайм и Кессених присоединились к Ойскирхену. Около 1151 года церковь Святого Мартина была расширена и построена придворная церковь Святого Георгия. Около 1270 года были построены вал и рвы, а деревня была расширена на восток и юго-восток к Мюльбаху мельниками и кожевниками. В 1280-1300 годах квартал вокруг церкви Святого Мартина был расширен.
Ойскирхен получил городские права 1 августа 1302 года от Вальрама VIII. (1277-1302) из Моншау-Фалькенбурга. В средние века, начиная с 1325 года, город был окружён городской стеной длиной 1450 метров с семью оборонительными башнями и тремя городскими воротами (см. Старый город).
Муниципальное кладбище Ойскирхена на Фрауенбергерштрассе было основано в 1887 году.
Ойскирхен был освобождён 4 марта 1945 года 1-й армией США, которая продвигалась в рамках операции "Дровосек" (1-7 марта 1945 года) и достигла Кёльна днем позже. 7 марта американцы захватили неповреждённый железнодорожный мост Людендорфа возле Ремагена.
До середины 20-го века из Эрфтштадт-Либлара и Цюльпиха в сторону Ойскирхена шла узкоколейная железная дорога Euskirchener Kreisbahnen, в народе называемая "Флюч". Даже сегодня паб In de Flutsch напоминает о заброшенной железнодорожной ветке.
3 января 2014 года на территории предприятия по переработке строительного мусора произошел взрыв британской взрывной бомбы типа HC 4000 фунтов. Мк 3 был обнаружен в обломках. В результате инцидента один оператор экскаватора погиб, еще два сотрудника компании получили серьезные травмы. Взрыв нанес значительный ущерб некоторым близлежащим зданиям.
Во время наводнения 14 июля 2021 года центр города Ойскирхен сильно пострадал, особенно из-за неблагоприятного расположения вдоль рек Эрфт и Вейбах. Многие районы были затоплены, а подвалы заполнены. Вода, электричество, телефон, интернет и кабельное телевидение не работают. Инфраструктурные объекты, расположенные вблизи воды, такие как телекоммуникационная башня Eusebius и почти все розничные магазины в пешеходной зоне, также получили серьезные повреждения; в торговом центре Veybach-Center и во многих магазинах на улицах Neustraße и Berliner Straße вода поднялась на метр и полностью разрушила здания. Аналогичная ситуация была и в магазинах на Миттельштрассе. Булыжники торговой улицы были размыты, грязь и обломки разлетелись, автомобили были сметены, подземный переход полностью оказался под водой. Внешние территории Ойскирхена, расположенные дальше от воды, пострадали меньше или даже не пострадали вовсе.
Инкорпорации
1 июля 1969 года были присоединены ранее независимые муниципалитеты Биллиг, Дом-Эш, Эльзиг, Эуэнхайм, Фламерсхайм, Фрауэнберг, Гросбюллесхайм, Кирххайм, Кляйнбюллесхайм, Кройцвайнгартен-Редер, Кухенхайм, Нидеркастенхольц, Палмерсхайм, Ройтцхайм, Швайнхайм, Штотцхайм, Вайдесхайм, Вискирхен и Вюшхайм, а также части территорий муниципалитетов Антвайлер, Арлофф, Лессених-Рисдорф, Обергарцем и Сацвей-Фирмених.

## Города-побратимы
- Шарлевиль-Мезьер, Франция (1961)
- Basingstoke and Deane, Великобритания (1986)

## Фотографии

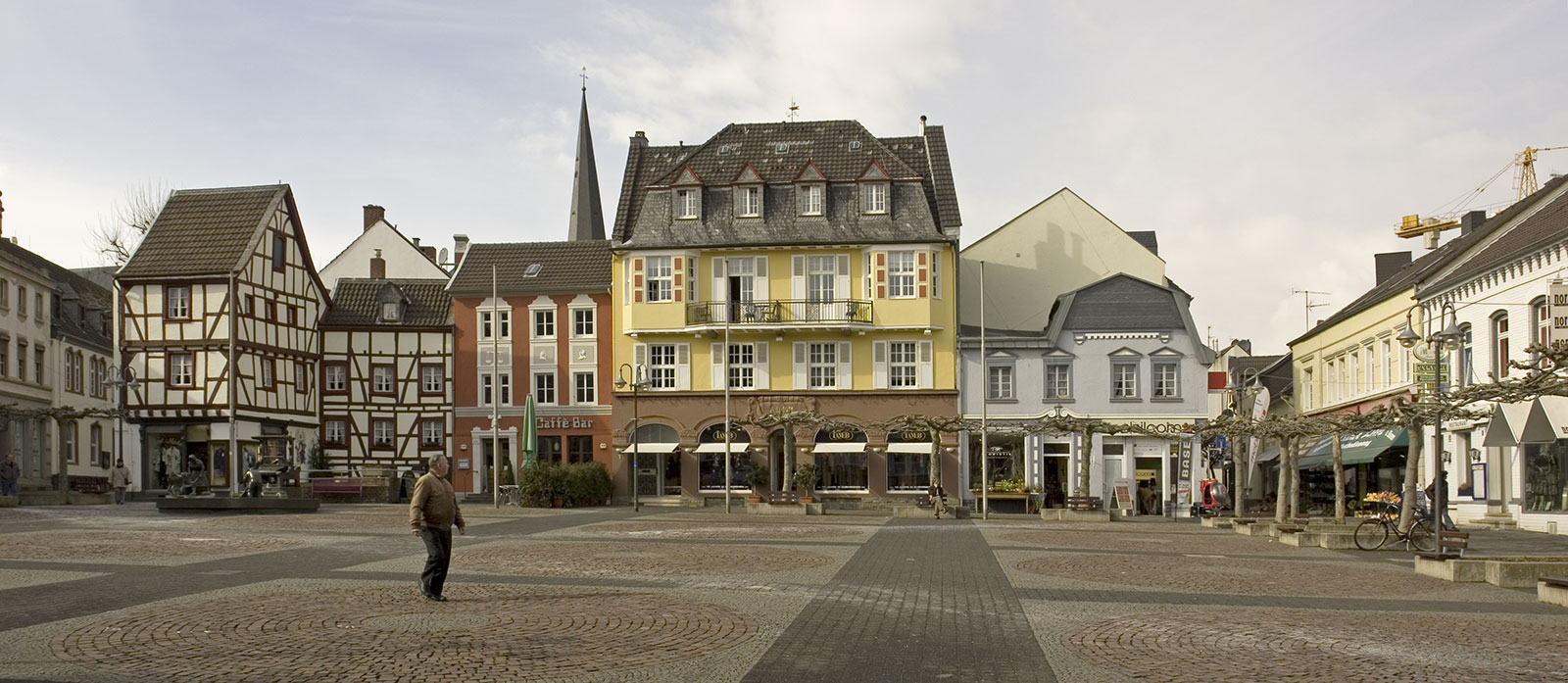
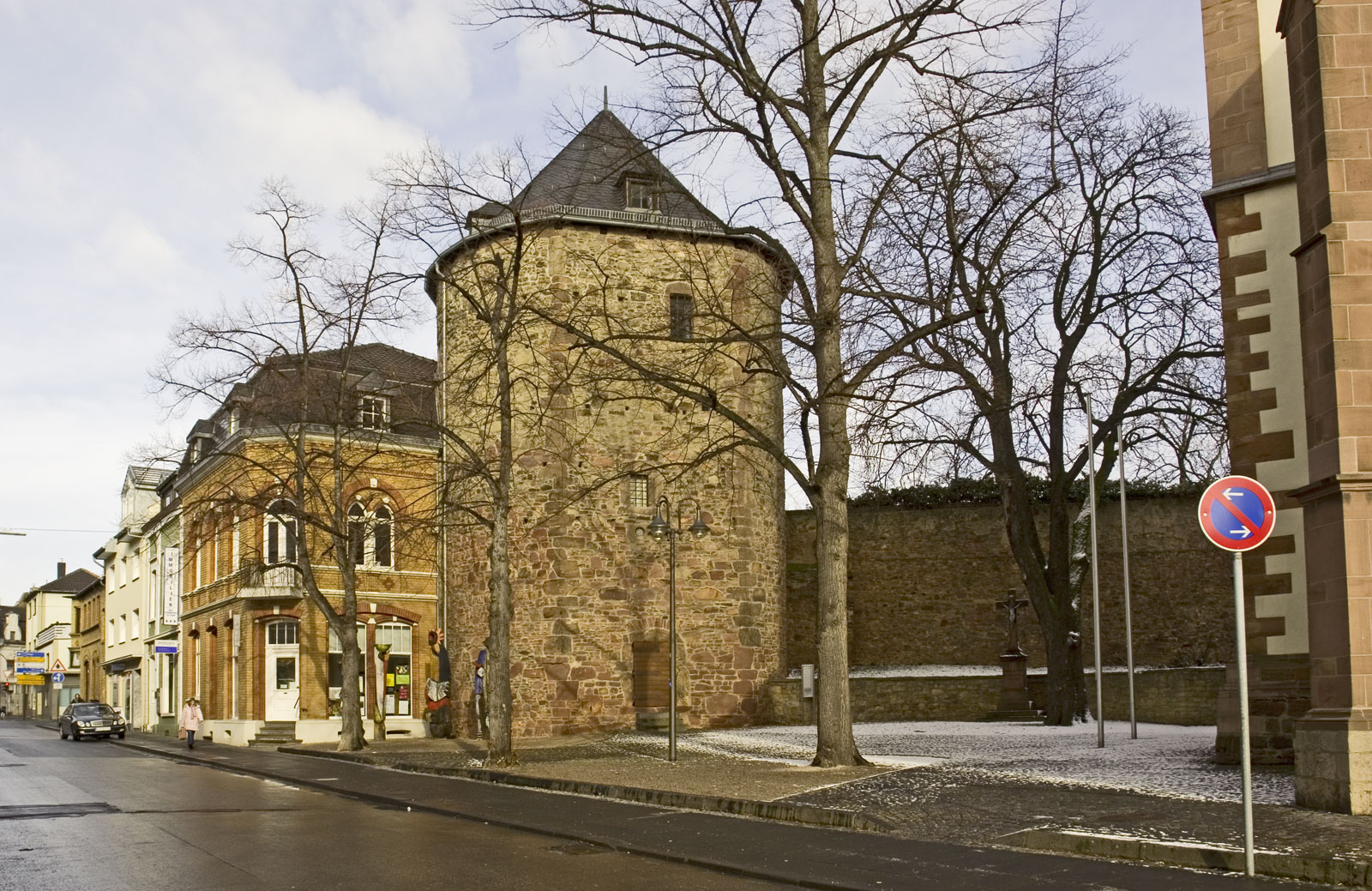
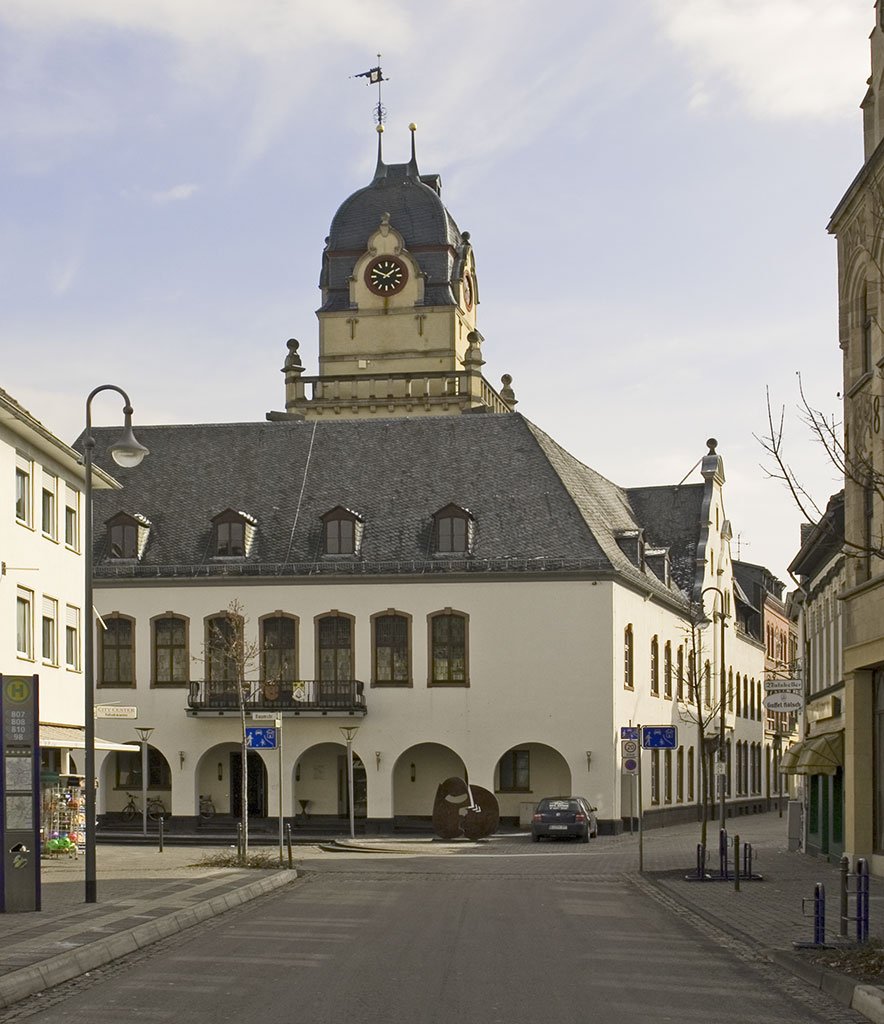
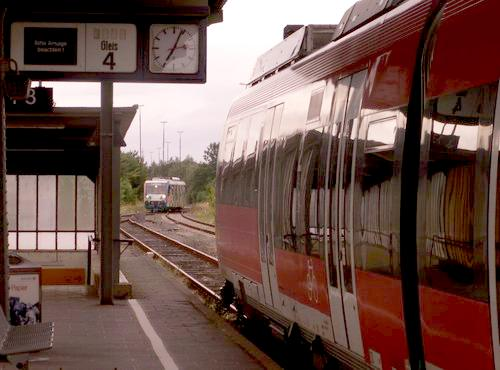
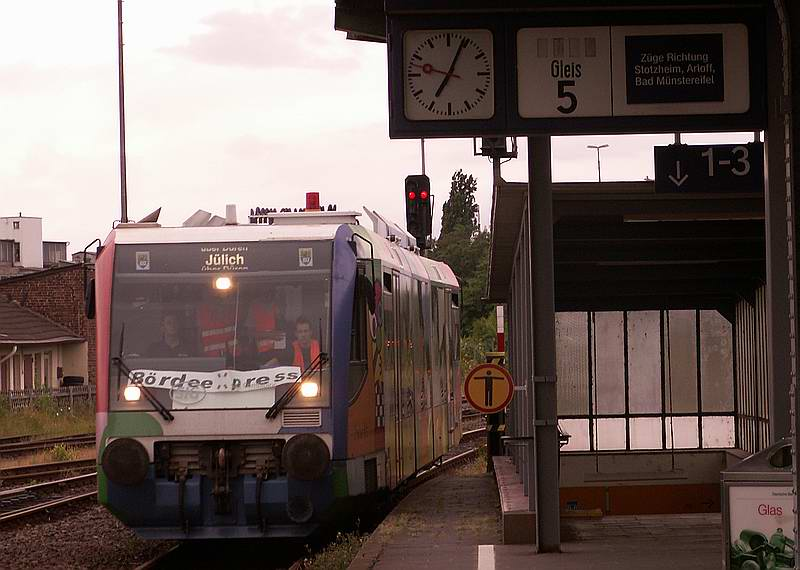
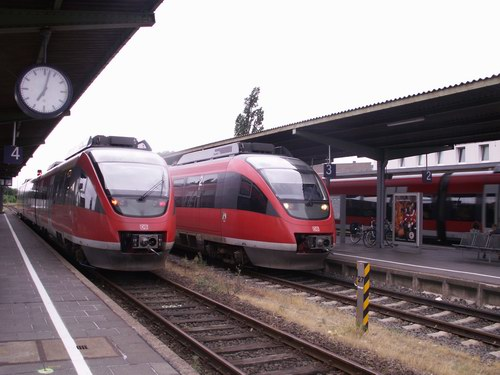
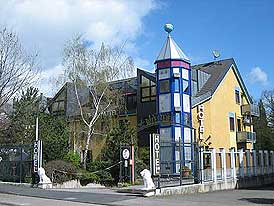
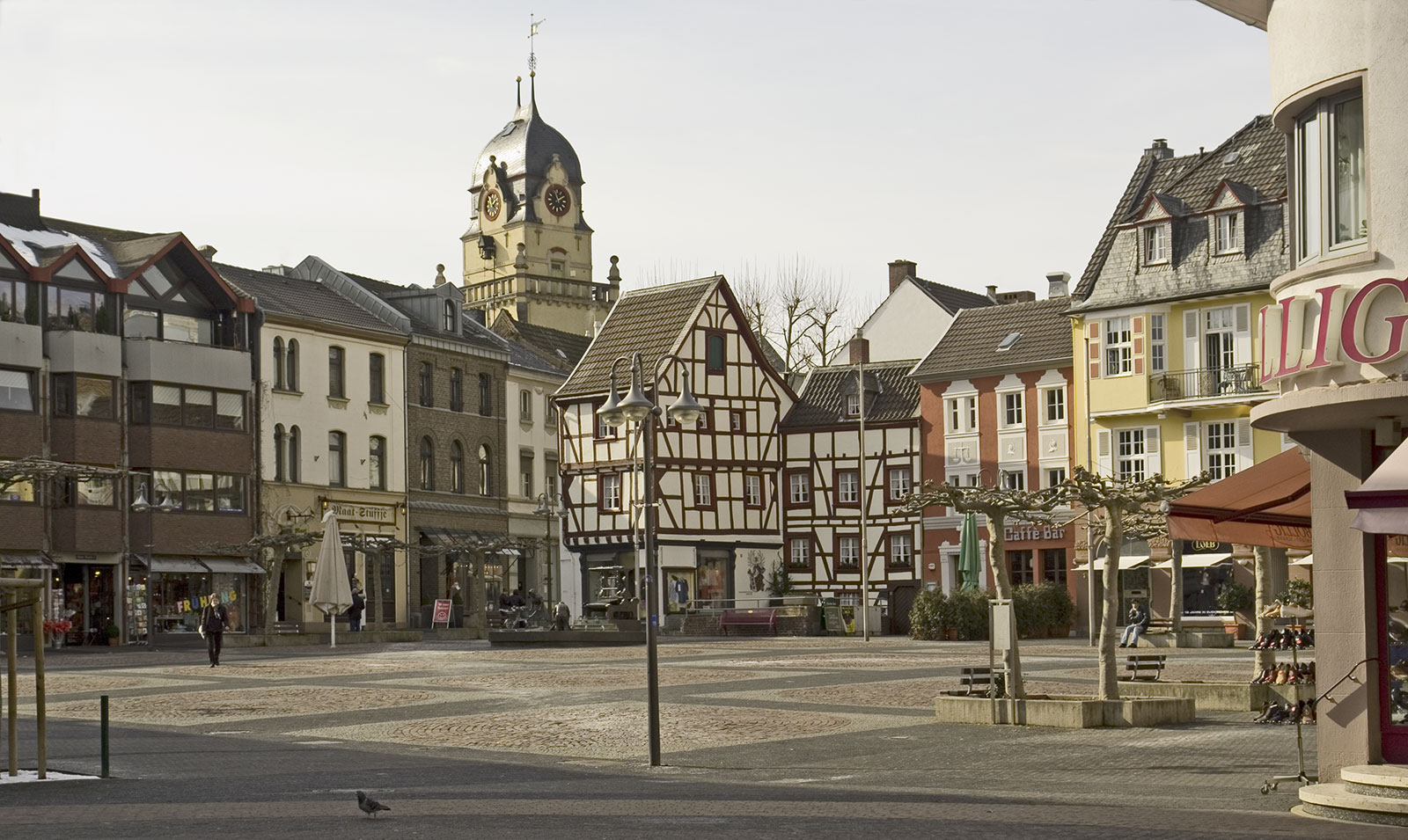
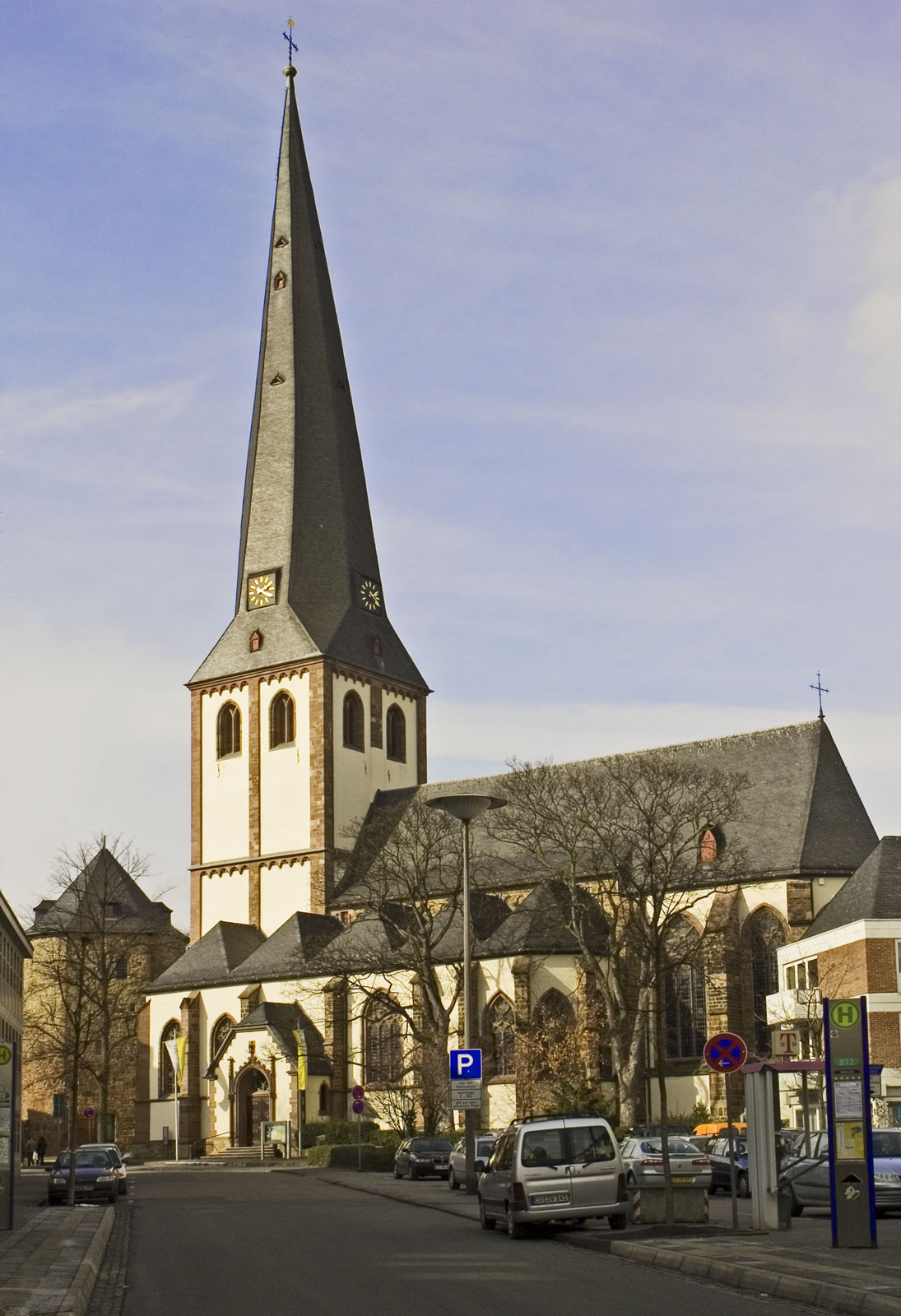
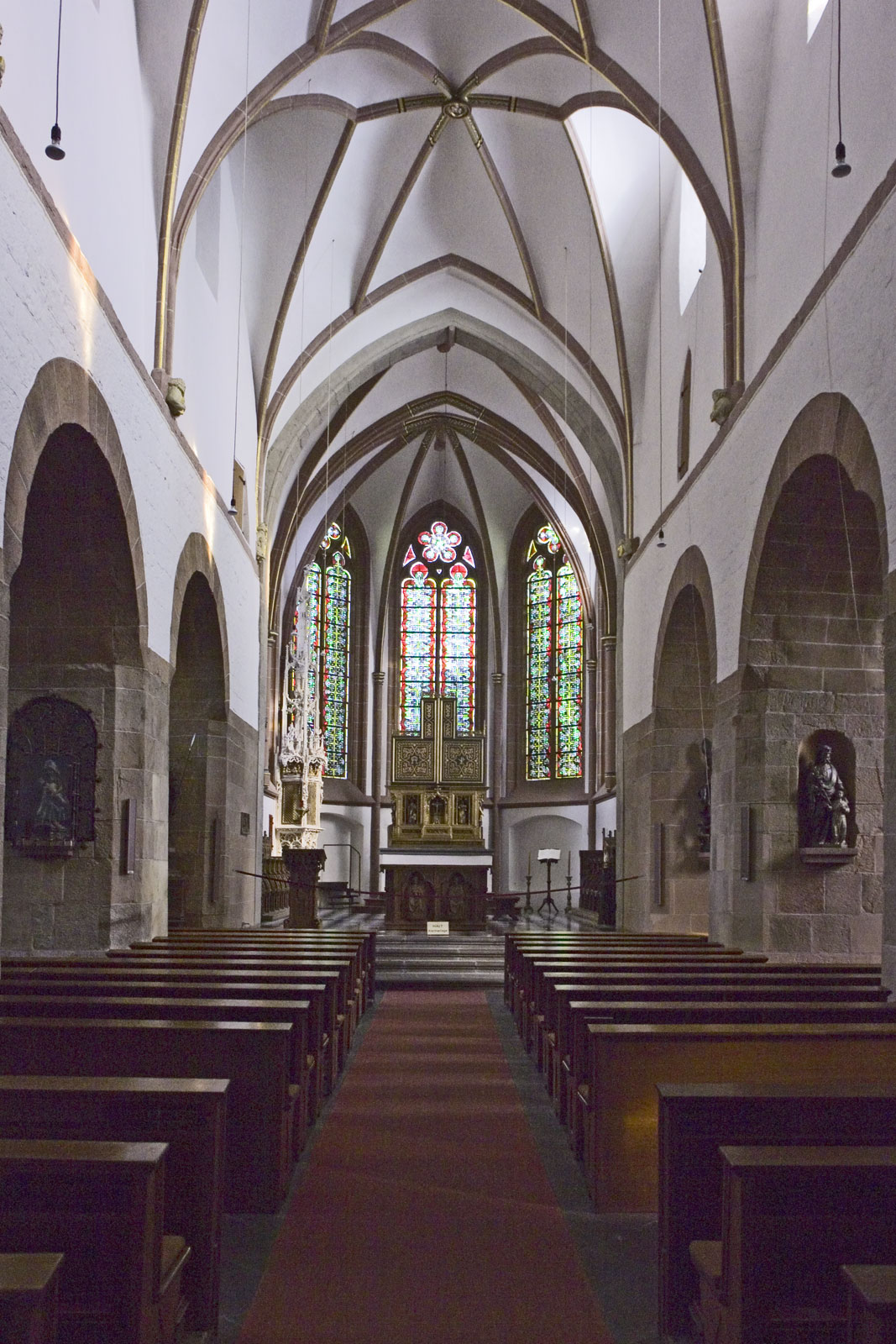
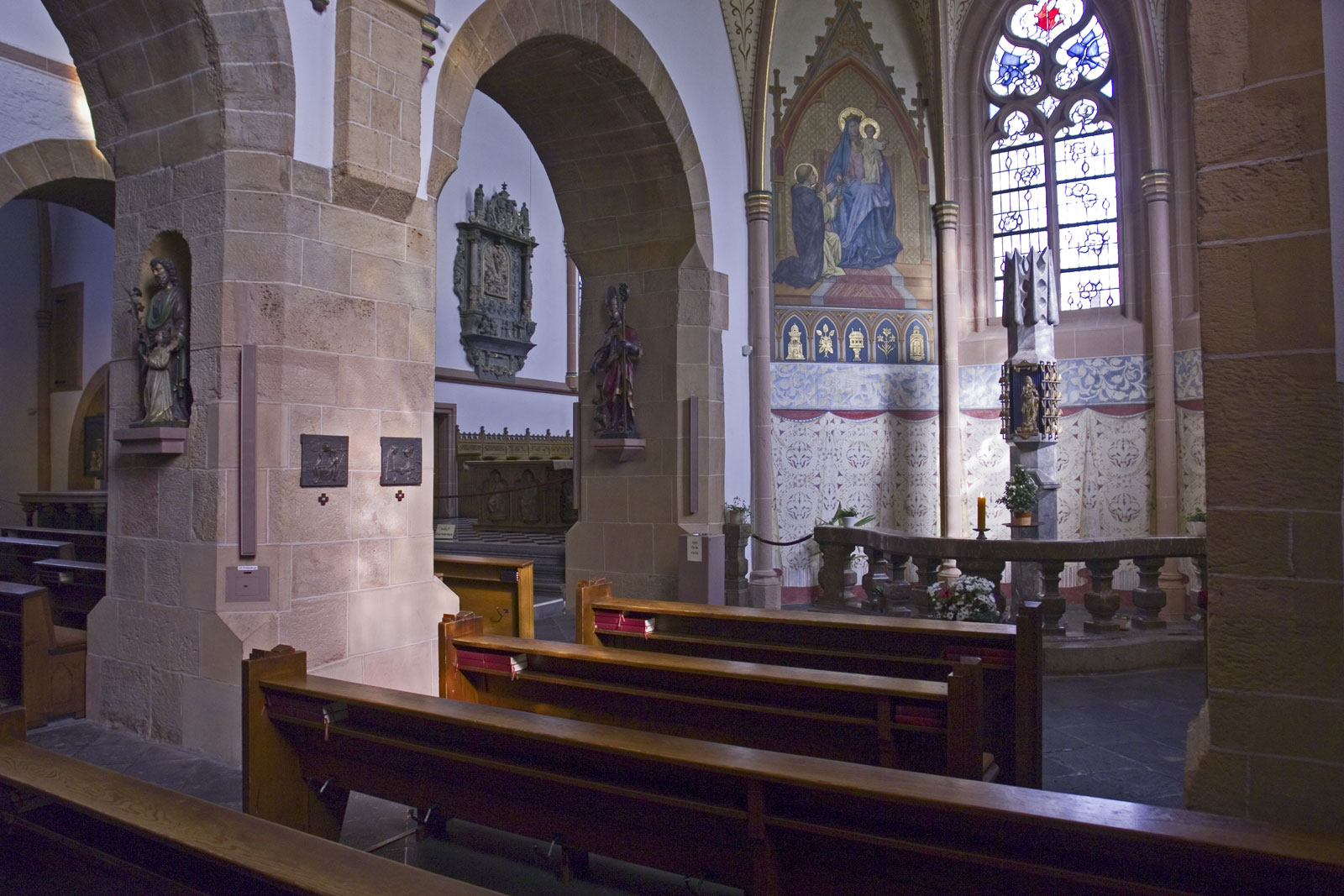
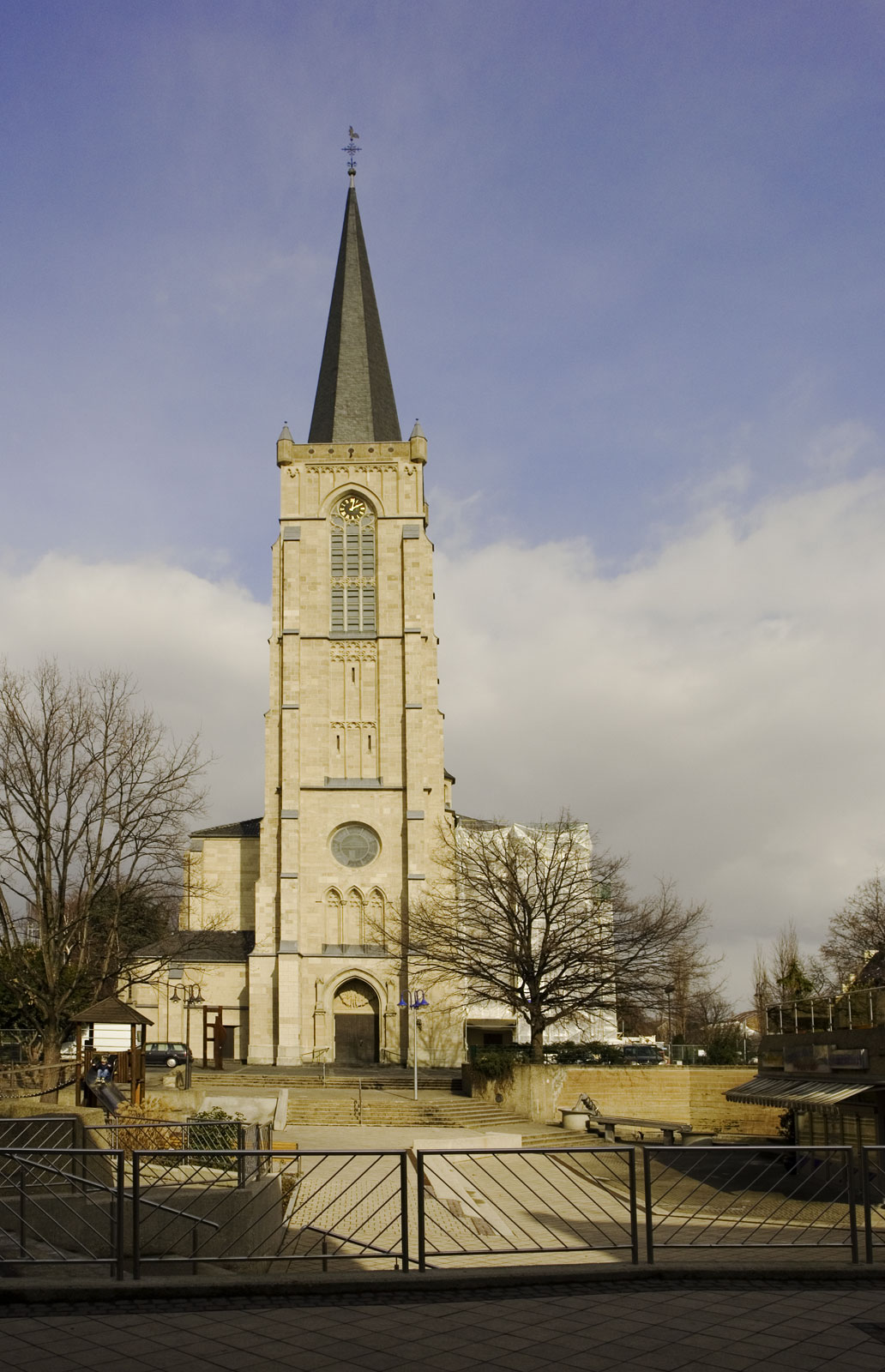